# Puya mollis
Puya mollis là một loài thực vật có hoa trong họ Bromeliaceae. Loài này được Baker ex Mez miêu tả khoa học đầu tiên năm 1896. Chúng là loài đặc hữu của Bolivia.